# کلوی کول
کلوی کول (انگلیسی: Kalevi Kull؛ زادهٔ ۱۲ اوت ۱۹۵۲) زیست‌شناس، و استاد دانشگاه در زمینه فیزیولوژی محیطی و زیست‌شناسی ریاضی و نظری دانشگاه تارتو در استونی اهل اتحاد جماهیر شوروی است.